# Cuca peluda del suro
La cuca peluda del suro (Lymantria dispar) és una espècie de lepidòpter ditrisi de la família dels erèbids (Erebidae) pròpia d'Euràsia, tot i que a finals de la dècada de 1860 va ser introduïda a Amèrica del Nord. L'eruga és una defoliadora molt voraç que pot arribar a generar explosions demogràfiques que provoquen un gran impacte visual en les capçades d'alzines i sureres.

## Noms comuns
Lymantria dispar rep diversos noms comuns en català: eruga peluda de l'alzina, cuca peluda del suro, eruga defoliadora de les alzines, eruga dels boscos, eruga peluda del suro.

## Morfologia
Els imagos presenten dimorfisme sexual i tenen la forma d'arnes amb una longitud del cos de fins a 30 mm (18-20 mm en els mascles), una envergadura alar d'uns 65 mm (35-40mm en mascles). En les femelles les ales són de color blanquinós amb unes típiques marques negres en forma de V a les ales anteriors. En les femelles les antenes són finament dentades. Les potes són negres amb el fèmur cobert d'una fina pilositat.

En els mascles les antenes són bipectinades, plomoses, i l'abdomen és més petit que en la femella. Les ales, de color brunenc, presenten ornamentacions negres en ziga-zaga al parell anterior. Les potes són grisenques amb el fèmur cobert de pilositat com en la femella.

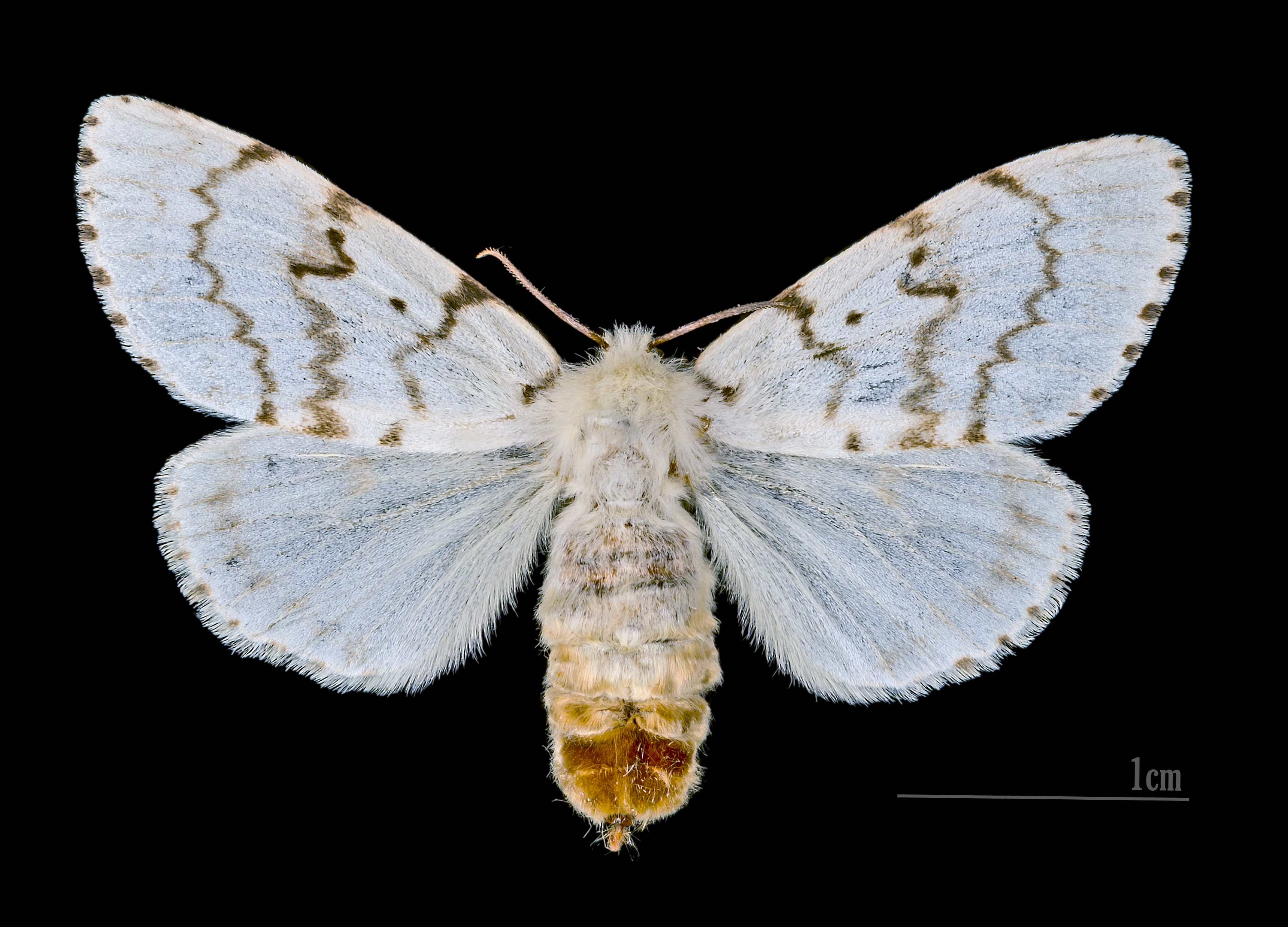
Femella
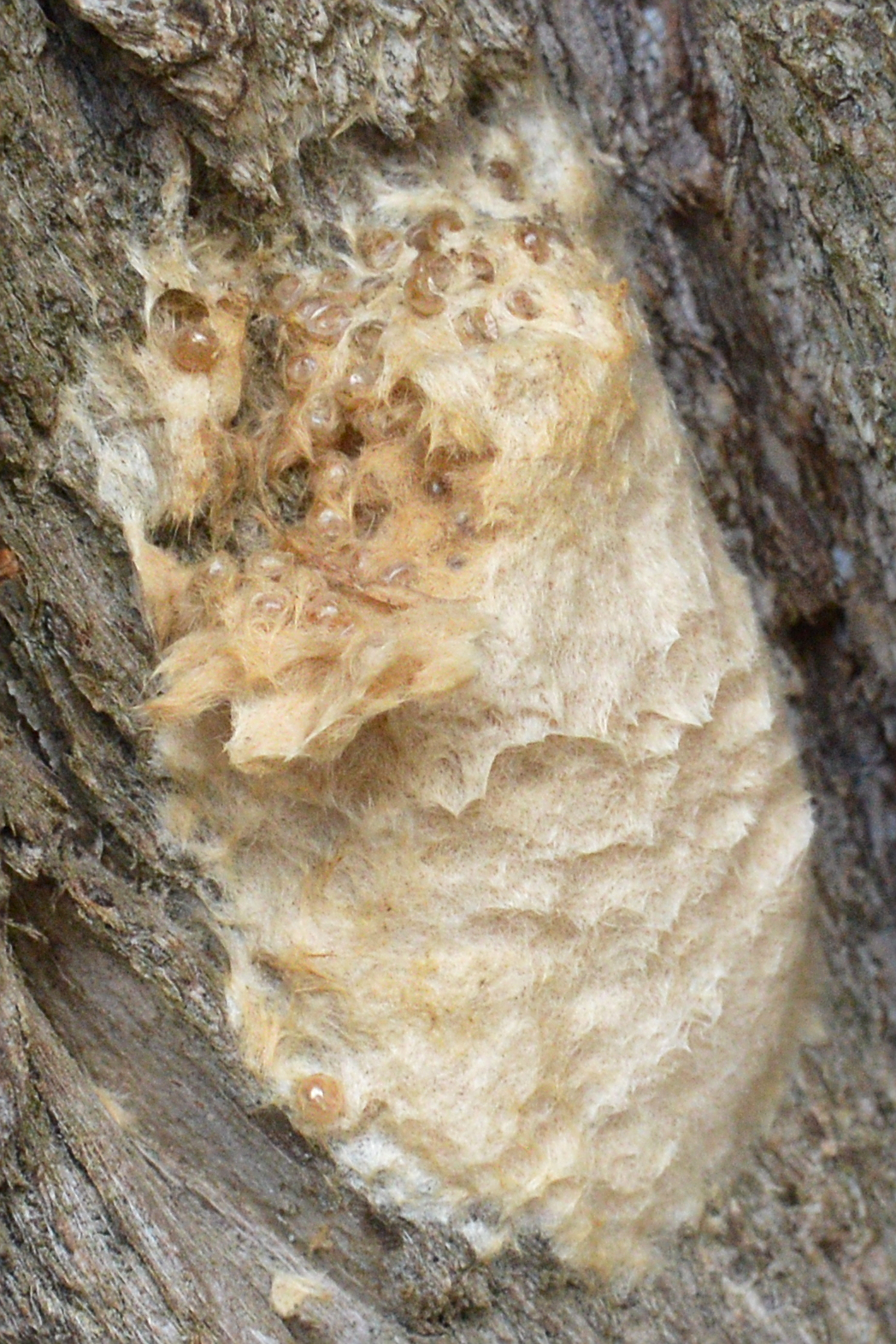
Aspecte d'una posta amb alguns ous al descobert a la part superior
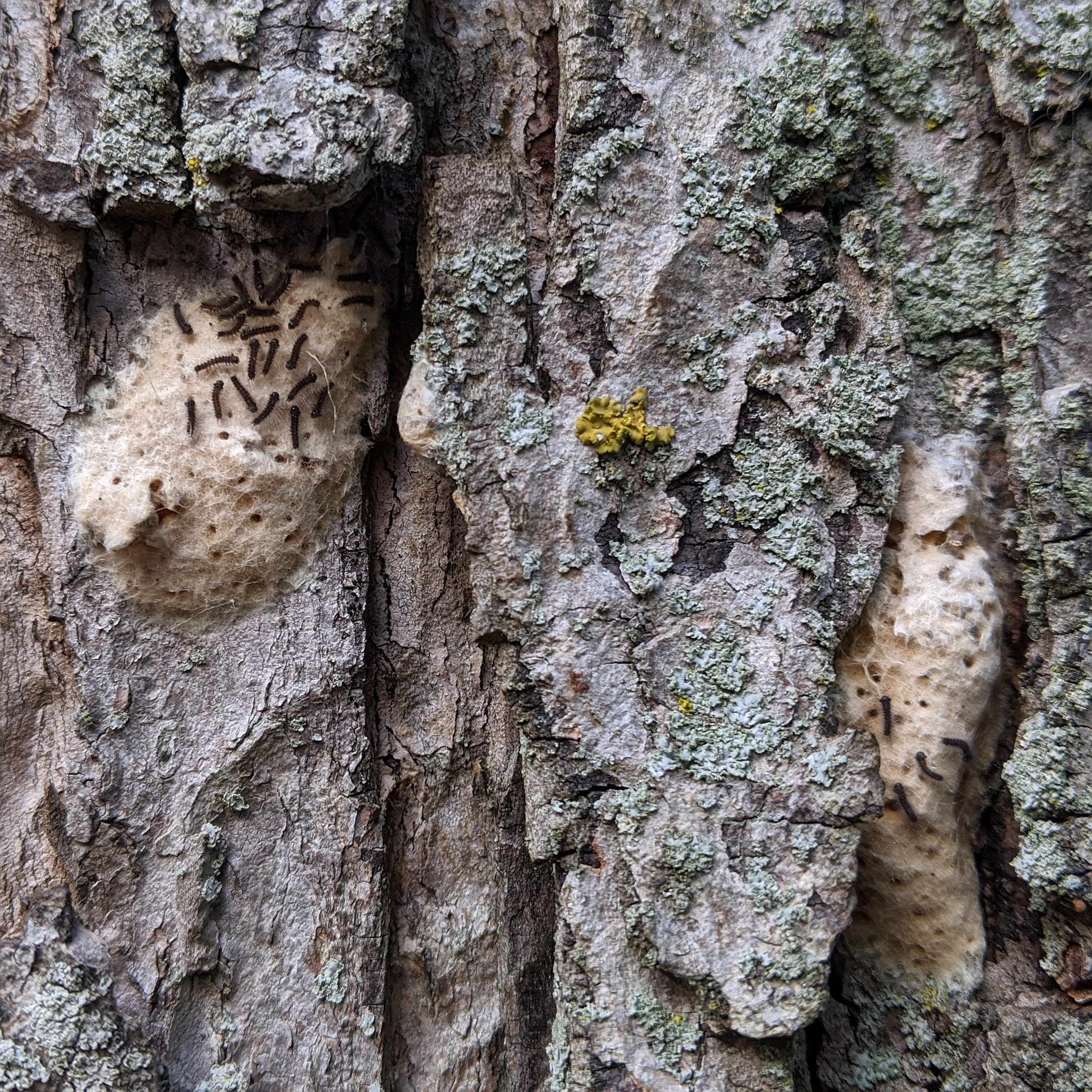
Larves L1 sortint d'una posta
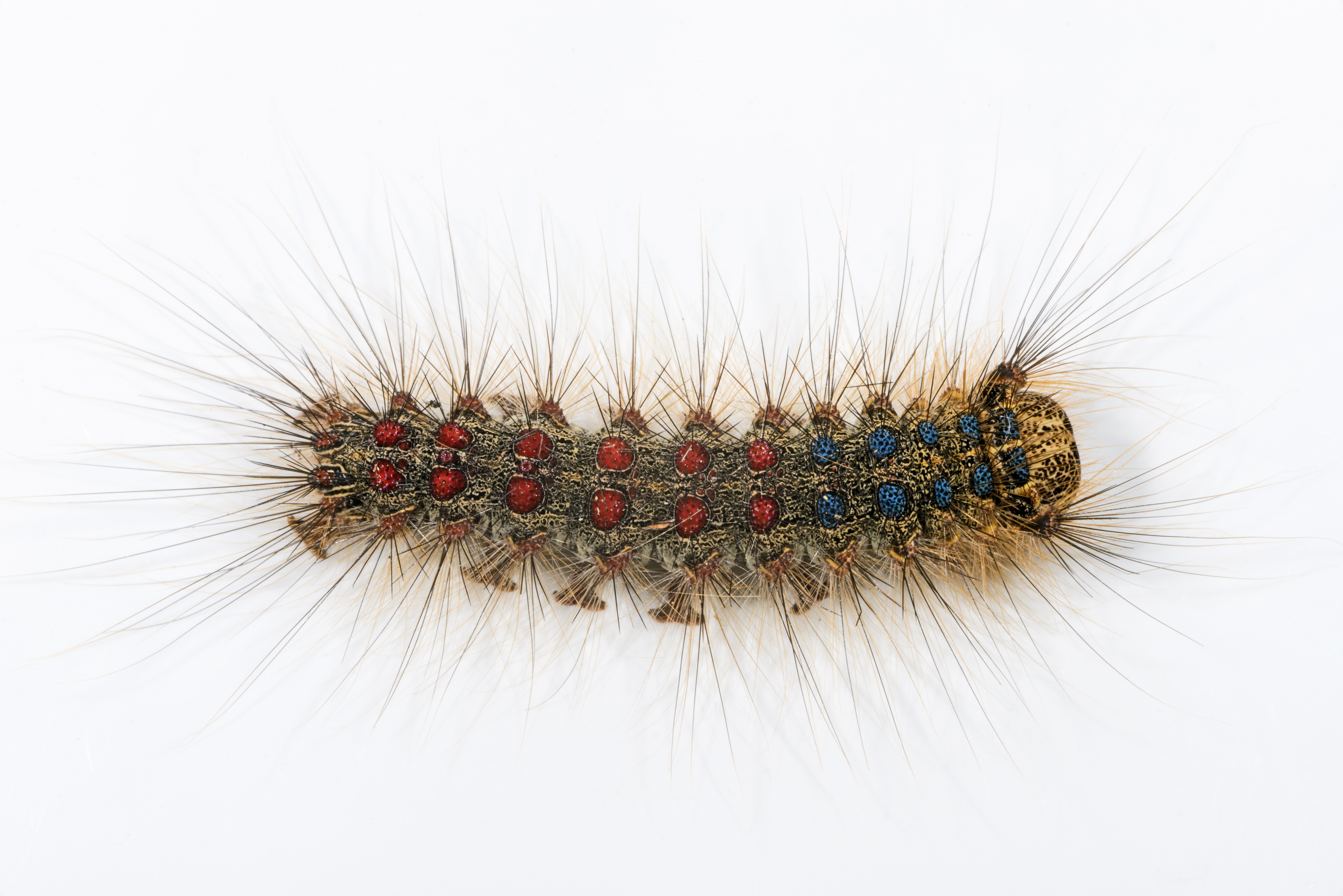
Eruga peluda del suro mostrant la coloració dels tubercles
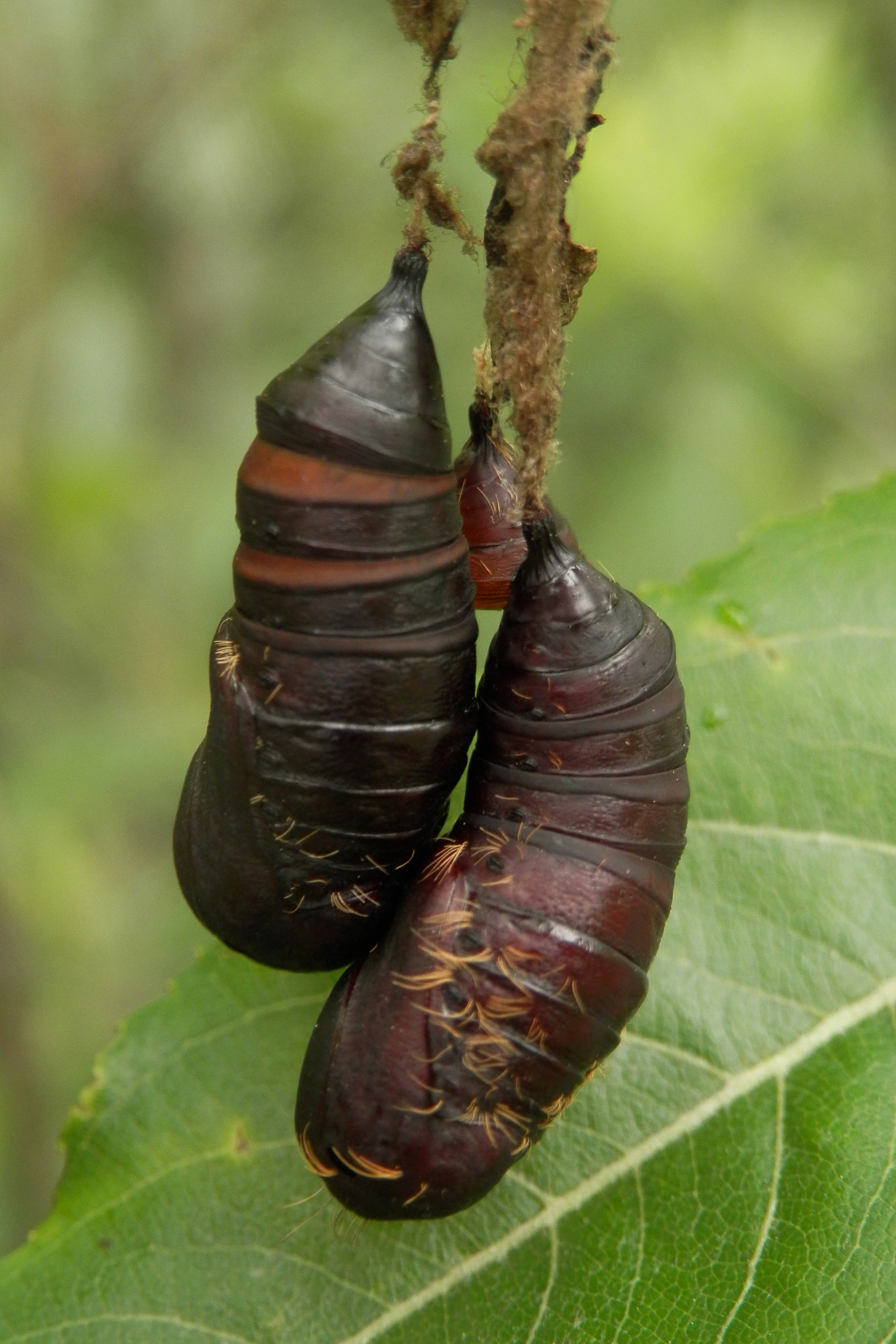
Pupes madures
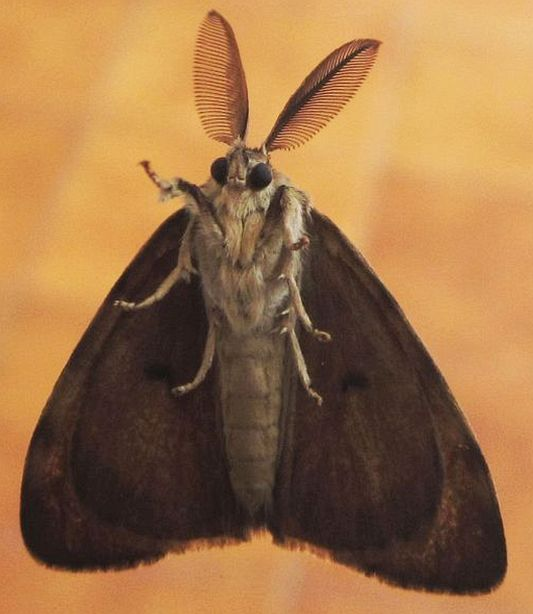
Vista ventral d'un imago masculí de Lymantria dispar
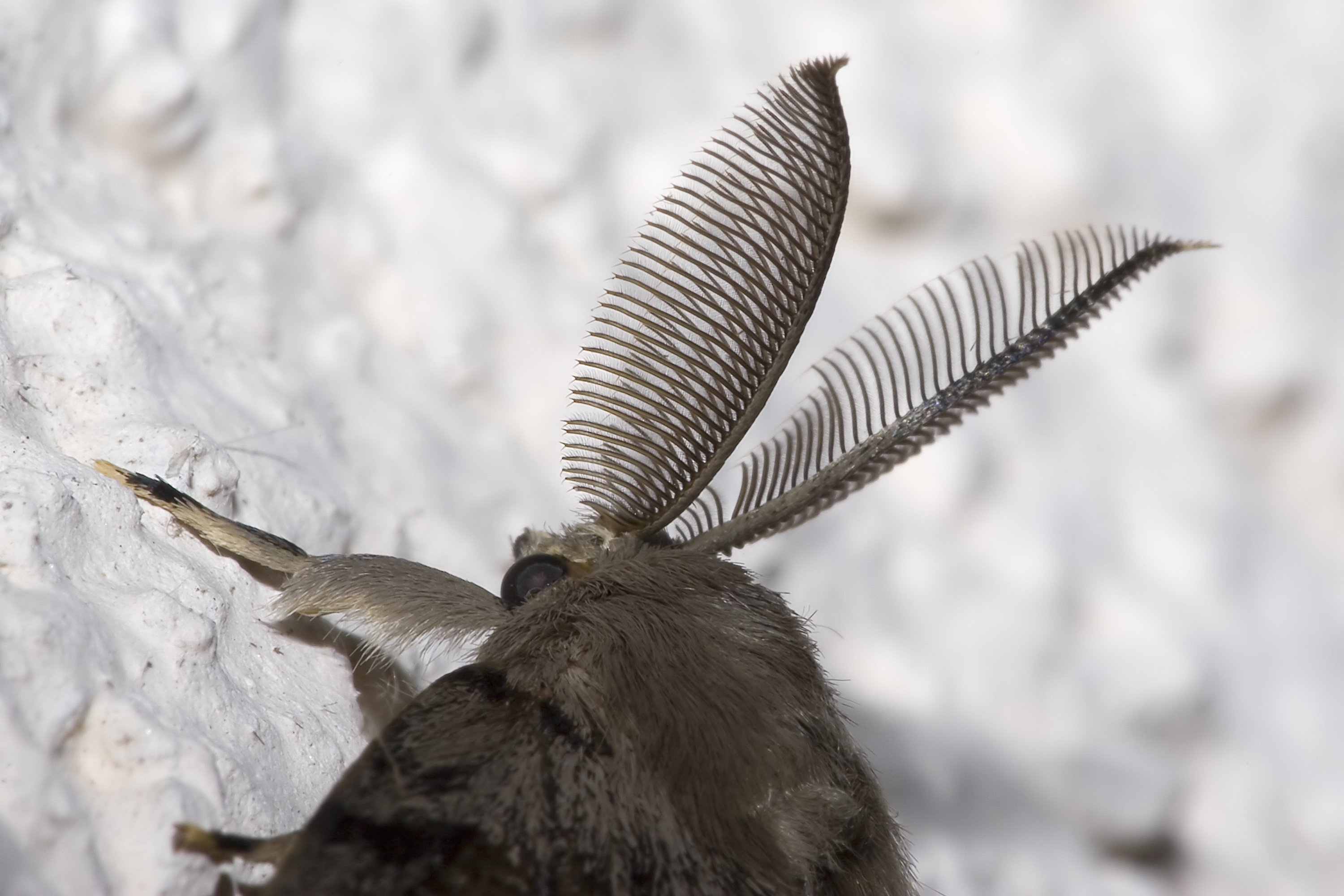
Detall de les antenes d'un mascle
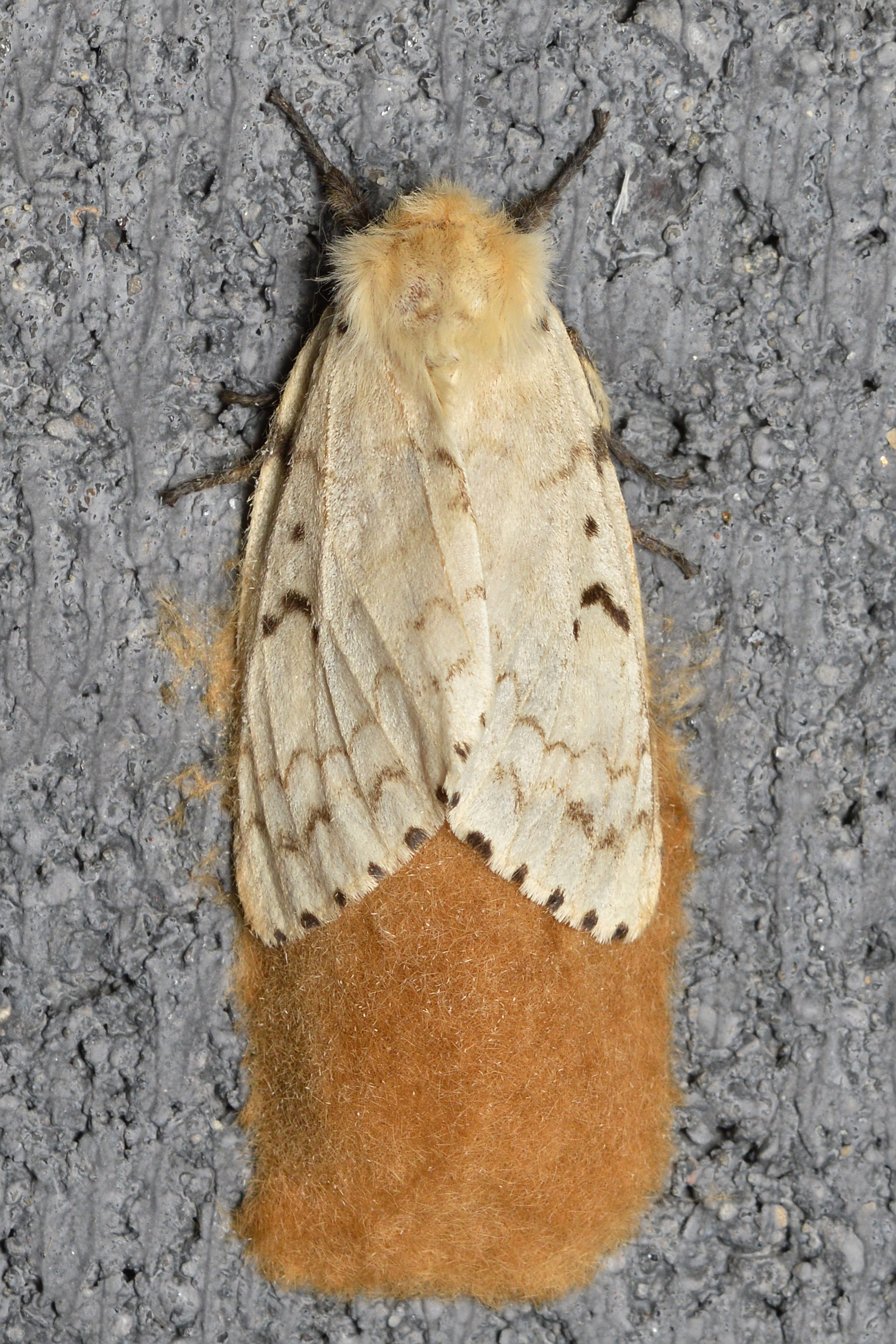
Femella fent una posta

Les postes tenen una forma bombada o ovalada d'aspecte vellutat i ataronjat. Els ous estan aglutinats amb una substància que genera la femella.
La fase larvària consta de sis estadis (cinc en els mascles):
- Primer estadi (fase mirall): larves negres amb llargs pels (3mm de longitud)
- Segon estadi: de color marró, cap negre i pels curts (5 mm long.)
- Tercer estadi: de color negre amb llargs pels (7 mm)

En els següents estadis la larva arriba a atènyer els 45-70 mm de longitud i pren un color grisenc.
En aquests darrers estadis presenta una sèrie de protuberàncies o tubercles apariades al dors i acolorides amb tons blaus i vermells (normalment quatre parells blaus i set parells vermells, tot i que alguns exemplars poden presentar totes onze protuberàncies de color blau).
El cap és jaspiat de color torrat i negre amb dues taques a la part frontal.
La pupa (o crisàlide) té una coloració groga-vermellosa en sortir de l'exúvia i pren una coloració marró-vermellosa poc temps després.
Les femelles són més grosses en aquesta fase i tenen la punta de l'abdomen de forma ovalada, mentre que els mascles la tenen punxeguda.

## Ecologia
L'eruga peluda té un cicle anual univoltí amb un període de diapausa hivernal. Un cop emergeixen les larves algunes d'aquestes ascendeixen a les parts altes de l'arbre, es pengen mitjançant un filament de seda que secreten i es deixen arrossegar pel vent arribant a dispersar-se uns quants quilometres des d'aquest. S'ha constatat que les femelles fan les postes a major alçària quan les densitats de les seves poblacions són elevades; i a les parts baixes quan aquestes són baixes.
Les larves de L. dispar s'alimenten de fulles preferentment de suro (Quercus suber), però també d'altres espècies del gènere Quercus i eventualment en densitats elevades de població de fins a tres centes espècies de plantes bé siguin planifolis o pinàcies.
A l'est d'Amèrica del Nord, on fa més d'un segle i mig que fou introduïda, mostren preferència per Quercus alba i Quercus prinus; i a l'oest americà prefereix Populus sp.
| Estadi | Gener | Febrer | Març | Abril | Maig | Juny | Juliol | Agost | Setembre | Octubre | Novembre | Desembre |
| ------ | ----- | ------ | ---- | ----- | ---- | ---- | ------ | ----- | -------- | ------- | -------- | -------- |
| Postes | + +   | + +    | +    |       |      |      | + +    | + +   | + +      | + +     | + +      | + +      |
| Larves |       |        | +    | + +   | + +  | +    |        |       |          |         |          |          |
| Pupes  |       |        |      |       |      | + +  |        |       |          |         |          |          |
| Imagos |       |        |      |       |      | +    | + +    |       |          |         |          |          |

Passen la fase de crisàlide sobre l'arbre o en esquerdes o llocs protegits. Les fases larvàries duren cadascuna uns deu dies de mitjana de manera que el cicle juvenil acostuma a durar un parell de mesos.
Les femelles, tot i disposar d'ales funcionals, no poden envolar-se llevat d'alguna varietat centreeuropea.
S'ha plantejat la hipòtesi, no contrastada, que la mida de les poblacions de L. dispar presenta fortes oscil·lacions de caràcter cíclic (cada 8 - 11 anys o cada 4-5) romanent normalment a baixes densitats. Segons això els responsables d'aquest manteniment a baixes densitats és l'activitat de depredadors i parasitoides, sobre l'eruga peluda, tanmateix les interaccions semblen força complexes, ja que també hi intervenen factors climàtics.
Està comprovada la capacitat per a depredar larves i pupes de diversos micromamífers: Peromyscus leucopus i Blarina brevicauda (Amèrica del Nord) depreden ; així com Apodemus flavicollis, A. sylvaticus, Myodes glareolus a l'Europa Central. Stefanescu et. al. plantegen que el ratolí de bosc i la musaranya poguessin tenir un paper semblant als Països Catalans. Així mateix lliguen successos que provoquen la davallada de producció d'aglans com a afavoridors retardats indirectes de les erupcions de L. dispar. També hi ha el caràbid Calosoma sycophanta que s'alimenta de larves i pupes tant durant la seva fase imaginal com en la larvària.
Pel que fa als parasitoides s'han descrit més de 150 espècies que infesten L. dispar, entre ells Parasetigena silvestris, Blepharipa pratensis, Compsilura concinnata o Brachymeria tibialis. S'ha constatat també l'acció de parasitoides en un episodi d'erupció a la Selva per part d'espècies dels gèneres Anastatus, Cotesia i Exorista, i l'espècie Brachymeria tibialis.
Pel que fa a les aus hi ha proves que Sitta europaea, Poecile palustris, Parus major, Dendrocopos kizuki, Garrulus glandarius depreden les postes, almenys al Japó. A Connecticut s'ha registrat aquesta depredació de postes per part d'aus semblants com Poecile atricapillus, Sitta carolinensis i Picoides pubescens. Se suposa que espècies semblants facin aquesta mena de depredació a l'entorn peninsular.
Els microorganismes també poden provocar elevades mortalitats especialment quan les densitats larvàries de L. dispar són elevades. És el cas del baculovirus LdNPV o el fong Entomophaga maimaga (suposadament absent a Catalunya, però intencionadament introduït no fa gaire a Bulgària).

## Gestió com a plaga
En determinades explotacions silvícoles o en entorns naturals protegits les erupcions poblacionals de L. dispar han estat tractades com a plagues, ja que se suposa que redueixen la producció d'aglans, de fusta i del suro. A Espanya s'han autoritzat i efectuat tractaments mitjançant captura massiva de mascles mitjançant trampes amb esquer de feromones i mitjançant aplicació d'insecticides amb matèries actives del tipus IGR i Btk. Una avaluació sobre la capacitat d'aquestes aplicacions amb Btk, almenys en el temps i forma que es va fer l'any 2020 al Massís del Montnegre per part del DARP, no van provocar canvis significatius en les defoliacions pel que els autors de l'estudi afirmen que "[…] el seguiment de la defoliació en diverses localitats ha permès comprovar una nul·la efectivitat d'aquest tractament."